# Jan-Niklas Pott
Jan-Niklas Pott (* 8. Dezember 1993 in Kiel) ist ein deutscher Badmintonspieler des VfL Grasdorf. Er hat eine Tibiahypoplasie, einen verkürzten Unterschenkel ohne Sprunggelenk und Wachstumsfuge, und startet im Parabadminton in der Startklasse SL4 im Doppel und im Mixed.
2017 startete Pott bei der Badminton-Weltmeisterschaft für Behinderte im südkoreanischen Ulsan im Doppel und erreichte das Viertelfinale. Bei der Badminton-Europameisterschaft für Behinderte in Rodez erreichte er 2018 im Doppel mit Pascal Wolter durch einen Sieg über das französische Duo Guillaume Gailly und Mathieu Thomas eine Goldmedaille. Im Mixed mit der Norwegerin Helle Sofie Sagøy gewann er eine Bronzemedaille. Im August 2019 konnte Pott mit Katrin Seibert bei der Weltmeisterschaft in Basel die Silbermedaille im Mixed erkämpfen. Im Doppel erreichte er mit Pascal Wolter das Viertelfinale. Pott schied bei den Sommer-Paralympics 2020, bei denen erstmals Badminton-Wettbewerbe im Programm waren, als Dritter seiner Vorrundengruppe hinter den beiden späteren Finalisten aus.